# Nizar Mahrous
Nizar Mahrous (en árabe: نزار محروس‎; Damasco, Siria; 12 de marzo de 1963) es un exfutbolista y entrenador de Fútbol de Siria que jugaba en la posición de delantero. Actualmente es el entrenador del Erbil SC de la Liga Premier de Irak.

## Carrera

### Club
| Periodo   | Club             |
| --------- | ---------------- |
| 1981–1984 | Al-Wahda Damasco |
| 1984–1985 | Al-Jaish SC      |
| 1985–1986 | Tishreen SC      |
| 1986–1990 | Al-Wahda Damasco |
| 1990      | Saham Club       |
| 1990–1994 | Al-Wahda Damasco |

### Selección nacional
Jugó para Siria en 76 ocasiones entre 1982 y 1994 anotando 12 goles, participó en la Copa Asiática 1988, los Juegos Mediterráneos de 1987.

### Entrenador
| Periodo   | Club                 |
| --------- | -------------------- |
| 1996      | Al-Wahda Damasco     |
| 1997      | Al-Jaish SC          |
| 1998–2000 | Al-Wahda Damasco     |
| 2001–2002 | Al-Jaish SC          |
| 2002      | Al-Hazem SC          |
| 2003      | Safa SC              |
| 2004      | Al-Baqa'a Club       |
| 2004      | Siria                |
| 2005      | Al Ahed SC           |
| 2006–2008 | Shabab Al-Ordon Club |
| 2008      | Al-Faisaly Amán      |
| 2009–2011 | Al-Wahda Damasco     |
| 2011–2012 | Siria                |
| 2013–2013 | Erbil SC             |
| 2014      | Najran SC            |
| 2014      | That Ras Club        |
| 2015      | Al-Faisaly Amán      |
| 2016      | Tripoli SC           |
| 2016–2017 | Al-Jazira Amán       |
| 2017–2018 | Hatta Club           |
| 2018      | Emirates Club        |
| 2018      | Al-Jazira Amán       |
| 2020      | Al Ansar Beirut      |
| 2021      | Siria                |
| 2021–     | Erbil SC             |

## Logros

### Jugador
- Juegos Mediterráneos: 1987

### Entrenador
Al-Jaish SC
- Liga Premier de Siria: 2000-01
- Copa de Siria: 1996–97

Al-Wahda SC
- Primera División de Siria: 1997–98

Shabab Al-Ordon Club
- Jordanian Pro League: 2005–06
- Jordan FA Cup: 2005–06, 2006–07
- Shield Cup: 2006–07
- AFC Cup: 2007–08
- Supercopa de Jordania: 2007–08

Erbil SC
- Iraqi Premier League: 2011–12